# Pterula epiphylla
Pterula epiphylla är en svampart som beskrevs av Corner 1950. Pterula epiphylla ingår i släktet Pterula och familjen mattsvampar.   Inga underarter finns listade i Catalogue of Life.